# الدوري التشيكوسلوفاكي 1928–29
الدوري التشيكوسلوفاكي 1928–29 هو الموسم 24 من الدوري التشيكوسلوفاكي ‏. أشرف على تنظيمه اتحاد جمهورية التشيك لكرة القدم، وكان عدد الأندية المشاركة فيه 7، وفاز فيه سلافيا براغ.